# كيلة
الكيلة وعاء يكال به الحبوب.
وهو من المكاييل المصرية.
وتقدر الكيلة: بثمانية (8) اقداح.
ومقدار حجم الكيلة : 16.5 لترا

## المصدر
- كتاب حقيقة الدينار والدرهم والصاع والمد لأبي العباس أحمد العزفي السبتي.
- علي جمعة المكاييل والموازين الشرعية.